# 烤羊肉串 (柚子单曲)
《烤羊肉串》是日本二人组合柚子（ゆず）的第26张单曲。2008年11月5日由其所属公司Senha&Company发售。